# Ombres vers le sud
Pour plus de détails, voir Fiche technique et Distribution.
Ombres vers le sud (titre original : The Cabin in the Cotton) est un film américain réalisé par Michael Curtiz, sorti en 1932.

## Synopsis
Marvin Blake est le fils d’un métayer qui veut s’améliorer en poursuivant des études au lieu de travailler dans les champs de coton sous la chaleur dans le Sud profond. Au début, le planteur cupide, Lane Norwood, s’oppose à cette idée, lui affrimant qu’il doit travailler dans ses champs mais après la mort soudaine de son père surmené, il aide à contrecœur Blake à atteindre son objectif. Il donne ainsi au jeune homme un emploi de comptable lorsque sa fille vampish Madge intercède en sa faveur. Blake va vite découvrir des irrégularités dans les chiffres de Norwood et se retrouve bientôt impliqué à la fois dans une bataille entre la direction et les travailleurs et déchiré entre la séduisante Madge et sa chérie de longue date Betty Wright.

## Fiche technique
- Titre : Ombres vers le sud
- Titre original : The Cabin in the Cotton
- Réalisation : Michael Curtiz, assisté de William Keighley (non crédité)
- Scénario : Paul Green (en) d'après le roman The Cabin in the Cotton de Harry Harrison Kroll
- Photographie : Barney McGill
- Montage : George Amy
- Musique : Leo F. Forbstein
- Direction artistique : Esdras Hartley (en)
- Costumes : Orry-Kelly
- Producteurs : Hal B. Wallis, Darryl F. Zanuck et Jack L. Warner (non crédités)
- Société de production : First National Pictures
- Société de distribution : Warner Bros. Pictures
- Pays d'origine :  États-Unis
- Langue : anglais
- Format : Noir et blanc — 35 mm — 1,37:1 — Son : Mono
- Genre : Film dramatique
- Durée : 78 minutes
- Date de sortie : 
  - États-Unis : 15 octobre 1932

## Distribution
- Richard Barthelmess : Marvin Blake
- Dorothy Jordan : Betty Wright
- Bette Davis : Madge
- Hardie Albright : Roland Neal
- David Landau : Tom Blake
- Berton Churchill : Norwood
- Dorothy Peterson : Lilly Blake
- Russell Simpson : Oncle Joe
- Tully Marshall : Slick
- Henry B. Walthall : Eph Clinton
- Edmund Breese : Holmes Scott
- John Marston : Russell Carter
- Erville Alderson : Sock Fisher
- William Le Maire : Jake Fisher
- Clarence Muse : Un aveugle
- Frank Austin : Un fermier

## À noter
- C'est dans ce film que Bette Davis sortira l'une de ses phrases les plus célèbres : « Je voudrais t'embrasser mais je viens de me laver les cheveux. »